# Chepoussa
Chepoussa, jedno od ranih plemena koje spominju La Salle i Allouez kao skupinu Illinois Indijanaca s rijeke Kaskaskia, pritoke Mississippija u Illinoisu. Prema drugima, Chepoussa i Michigamnea su živjeli u sjeveroistočnom Arkansasu. Bili su možda ubližem savezu s Michigameama. Spominju se 1698. kada je izvjesni Jean Couture, Tontijev čovjek, doveo charlestonskog trgovca robljem Thomasa Welcha na Arkansas Post, koji je opskrbio Quapawe s tridesaet pušaka kako bi napali pleme Chakchiuma. Quapawi međutim nisu krenuli na Chakchiume nego su novooružje iskoristili kako bi napali plemena Michigamea i Chepoussa, i potisnuli ih iz sjeveroistočnog Arkansasa.